# Open Gaz de France 2000
Open Gaz de France 2000 — жіночий тенісний турнір, що проходив на закритих кортах з килимовим покриттям стадіону П'єр де Кубертен у Парижі (Франція). Належав до турнірів 2-ї категорії в рамках Туру WTA 2000. Турнір відбувся увосьме і тривав з 7 до 13 лютого 2000 року. Друга сіяна Наталі Тозья здобула титул в одиночному розряді й отримала 87 тис. доларів США.

## Фінальна частина

### Одиночний розряд
Наталі Тозья —  Серена Вільямс 7–6(7–2), 6–1
- Для Тозья це був єдиний титул в одиночному розряді за сезон і 7-й — за кар'єру.

### Парний розряд
Жюлі Алар-Декюжі /  Сандрін Тестю —  Оса Карлссон /  Емілі Луа 3–6, 6–3, 6–4